# 川北町

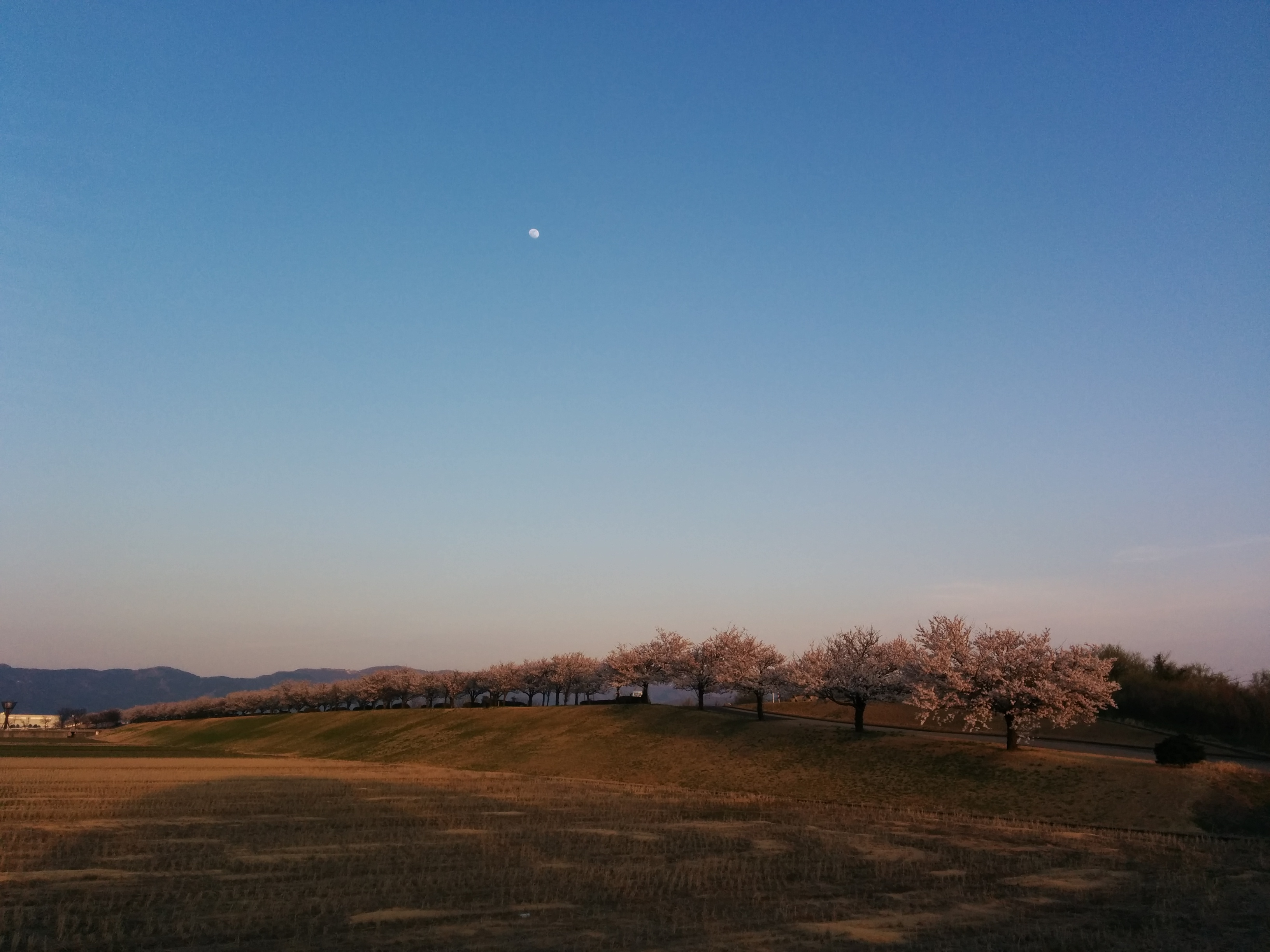
川北町、手取川右岸の桜並木

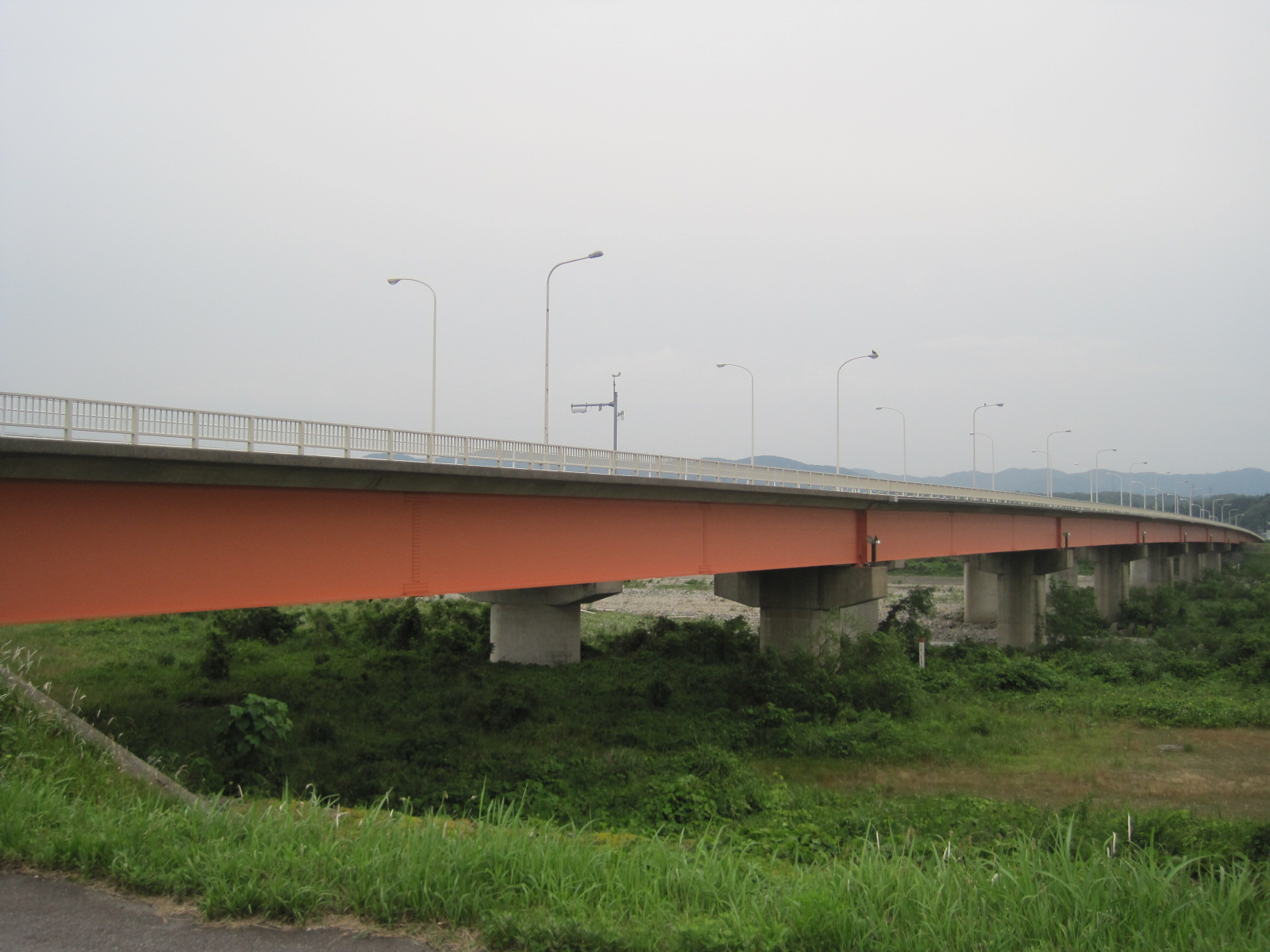
川北大橋

川北町（かわきたまち）は、石川県の南西に位置する町。加賀平野のほぼ中央部、手取川右岸に東西に細長く広がる。金沢市への通勤率は19.0%（2005年＜平成17年＞国勢調査）。

## 概要
1907年（明治40年）に中島村、草深村、砂川村が合併して川北村となり、
1980年（昭和55年）に町制を施行した。町域は東西約10.6km、南北約1.3kmに広がり、手取川に沿って東西に細長くなっている。
面積は石川県内では野々市市に次いで2番目に小さい。
手取川の度重なる氾濫が古くから続き、氾濫の影響が少ない小高い丘に集落を形成してきた（島集落）。そのため、川北町には、島が付いた町名が残されている（田子島など）。

## 地理

### 自然地理
- 河川
  - 手取川

### 隣接する自治体
- 石川県
  - 白山市
  - 能美市

## 歴史

### 沿革
- 1907年（明治40年）8月5日 能美郡中島村、草深村及び砂川村が合併して、能美郡川北村が発足する。
- 1968年（昭和43年）1月 川北村常備消防部が設置される。
- 1980年（昭和55年）4月1日 県の町制施行基準の変更を受け、町制施行して、川北町となる。
- 1990年（平成2年）4月1日 能美郡広域事務組合設立、同組合消防本部川北分署設置。
- 2017年（平成29年）4月1日 能美郡広域事務組合を解散して、白山野々市広域事務組合に加入する。

昭和30年頃の昭和の大合併では、川北村を3分割して東部の中島地区を鶴来町へ、中央部の川北地区を松任町へ、西部の橘地区を美川町へそれぞれ合併する計画があったが、調印直前になって当時の村長が公印とともに失踪する事件があり、分割合併が中止になった。
また、平成の大合併でも同調のきざしが当初から見られないこともあり、根上町・寺井町・辰口町で発足させた合併協議会に後から参加し、早々に撤退した経緯もある。

## 人口
平成18年時点では、増加率が県内では最も高く、特に年少人口（0～14歳）が県内で唯一の増加傾向となっている。
| |                                        |  |
| 川北町と全国の年齢別人口分布（2005年） | 川北町の年齢・男女別人口分布（2005年） |  |
| ■紫色 ― 川北町 ■緑色 ― 日本全国 | ■青色 ― 男性 ■赤色 ― 女性              |  |
| 川北町（に相当する地域）の人口の推移 \| 1970年（昭和45年） \| 4,267人 \| \| \| 1975年（昭和50年） \| 4,267人 \| \| \| 1980年（昭和55年） \| 4,256人 \| \| \| 1985年（昭和60年） \| 4,271人 \| \| \| 1990年（平成2年） \| 4,554人 \| \| \| 1995年（平成7年） \| 4,514人 \| \| \| 2000年（平成12年） \| 4,922人 \| \| \| 2005年（平成17年） \| 5,677人 \| \| \| 2010年（平成22年） \| 6,147人 \| \| \| 2015年（平成27年） \| 6,347人 \| \| \| 2020年（令和2年） \| 6,135人 \| \| |                                        |  |
| 総務省統計局 国勢調査より |                                        |  |
| 1970年（昭和45年） | 4,267人                                |  |
| 1975年（昭和50年） | 4,267人                                |  |
| 1980年（昭和55年） | 4,256人                                |  |
| 1985年（昭和60年） | 4,271人                                |  |
| 1990年（平成2年） | 4,554人                                |  |
| 1995年（平成7年） | 4,514人                                |  |
| 2000年（平成12年） | 4,922人                                |  |
| 2005年（平成17年） | 5,677人                                |  |
| 2010年（平成22年） | 6,147人                                |  |
| 2015年（平成27年） | 6,347人                                |  |
| 2020年（令和2年） | 6,135人                                |  |

## 行政

### 町長
| 歴代村長 | 歴代村長 | 歴代村長     | 歴代村長                   | 歴代村長                  | 歴代村長 |
| 代       | 人       | 氏名         | 就任                       | 退任                      | 備考     |
| -------- | -------- | ------------ | -------------------------- | ------------------------- | -------- |
| 1        | 1        | 山田五三郎   | 1907年（明治40年）10月30日 | 1911年（明治44年）8月22日 |          |
| 2        | 1        | 山田五三郎   | 1911年（明治44年）9月27日  | 1913年（大正2年）9月3日   |          |
| 3        | 2        | 土谷亀作     | 1913年（大正2年）9月16日   | 1916年（大正5年）10月20日 |          |
| 4        | 3        | 村上市右ェ門 | 1917年（大正6年）3月13日   | 1921年（大正10年）3月12日 |          |
| 5        | 3        | 村上市右ェ門 | 1921年（大正10年）3月23日  | 1925年（大正14年）3月22日 |          |
| 6        | 3        | 村上市右ェ門 | 1925年（大正14年）3月      | 1929年（昭和4年）3月      |          |
| 7        | 3        | 村上市右ェ門 | 1929年（昭和4年）3月       | 1933年（昭和8年）3月      |          |
| 8        | 3        | 村上市右ェ門 | 1933年（昭和8年）3月       | 1937年（昭和12年）3月     |          |
| 9        | 3        | 村上市右ェ門 | 1937年（昭和12年）3月      | 1941年（昭和16年）3月     |          |
| 10       | 3        | 村上市右ェ門 | 1941年（昭和16年）3月      | 1945年（昭和20年）3月     |          |
| 11       | 3        | 村上市右ェ門 | 1945年（昭和20年）3月      | 1947年（昭和22年）4月     | [ 3 ]    |
| 12       | 4        | 森栄作       | 1947年（昭和22年）4月5日   | 1951年（昭和26年）4月4日  |          |
| 13       | 5        | 山田善治     | 1951年（昭和26年）4月23日  | 1955年（昭和30年）4月22日 |          |
| 14       | 5        | 山田善治     | 1955年（昭和30年）4月30日  | 1959年（昭和34年）4月29日 |          |
| 15       | 6        | 森田重治     | 1959年（昭和34年）4月30日  | 1963年（昭和38年）4月29日 |          |
| 16       | 6        | 森田重治     | 1963年（昭和38年）4月30日  | 1967年（昭和42年）4月29日 |          |
| 17       | 6        | 森田重治     | 1967年（昭和42年）4月30日  | 1971年（昭和46年）4月29日 |          |
| 18       | 6        | 森田重治     | 1971年（昭和46年）4月30日  | 1975年（昭和50年）3月31日 |          |
| 19       | 7        | 山本堅次     | 1975年（昭和50年）4月27日  | 1979年（昭和54年）4月26日 |          |
| 20       | 7        | 山本堅次     | 1979年（昭和54年）4月27日  | 1980年（昭和55年）3月31日 |          |
| 歴代町長 |          |              |                            |                           |          |
| 代       | 人       | 氏名         | 就任                       | 退任                      | 備考     |
| 1        | 1        | 山本堅次     | 1980年（昭和55年）4月1日   | 1983年（昭和58年）4月26日 |          |
| 2        | 2        | 西田耕豊     | 1983年（昭和58年）4月27日  | 1987年（昭和62年）4月26日 |          |
| 3        | 2        | 西田耕豊     | 1987年（昭和62年）4月27日  | 1991年（平成3年）4月26日  |          |
| 4        | 2        | 西田耕豊     | 1991年（平成3年）4月27日   | 1995年（平成7年）4月26日  |          |
| 5        | 2        | 西田耕豊     | 1995年（平成7年）4月27日   | 1999年（平成11年）4月26日 |          |
| 6        | 2        | 西田耕豊     | 1999年（平成11年）4月27日  | 2003年（平成15年）4月26日 |          |
| 7        | 2        | 西田耕豊     | 2003年（平成15年）4月27日  | 2007年（平成19年）4月26日 |          |
| 8        | 2        | 西田耕豊     | 2007年（平成19年）4月27日  | 2011年（平成23年）4月26日 |          |
| 9        | 3        | 前哲雄       | 2011年（平成23年）4月27日  | 2015年（平成27年）4月26日 |          |
| 10       | 3        | 前哲雄       | 2015年（平成27年）4月27日  | 2019年（平成31年）4月26日 |          |
| 11       | 3        | 前哲雄       | 2019年（平成31年）4月27日  | 2023年（令和5年）4月26日  |          |
| 12       | 3        | 前哲雄       | 2023年（令和5年）4月27日   | 現職                      |          |

- 町長 - 前 哲雄（まえ・てつお）

### 庁舎
川北町役場
- 〒923-1295 石川県能美郡川北町字壱ツ屋174番地

### 財政等
- 1980年（昭和55年）の町制化以降、川北町による積極的な企業誘致活動が行われた。松下電器産業（当時）の進出など相次ぎ、企業からの税収入が増加の一途をたどっている。
- また、下水道普及率が石川県内では唯一100%（2009年＜平成21年＞時点、参照：石川県の下水道事業）整備されている。
- 雇用促進住宅「サン・コーポラス」の廃止に伴い、２棟の５階建て建物を住民を入居させたままで、そのまま雇用・能力開発機構から買い取るかたちで町営住宅化した（サンハイム三反田）。

### 施設
- 川北町ふれあい健康センター
  - 川北温泉と図書館を併設した施設となる。
- サンアリーナ川北

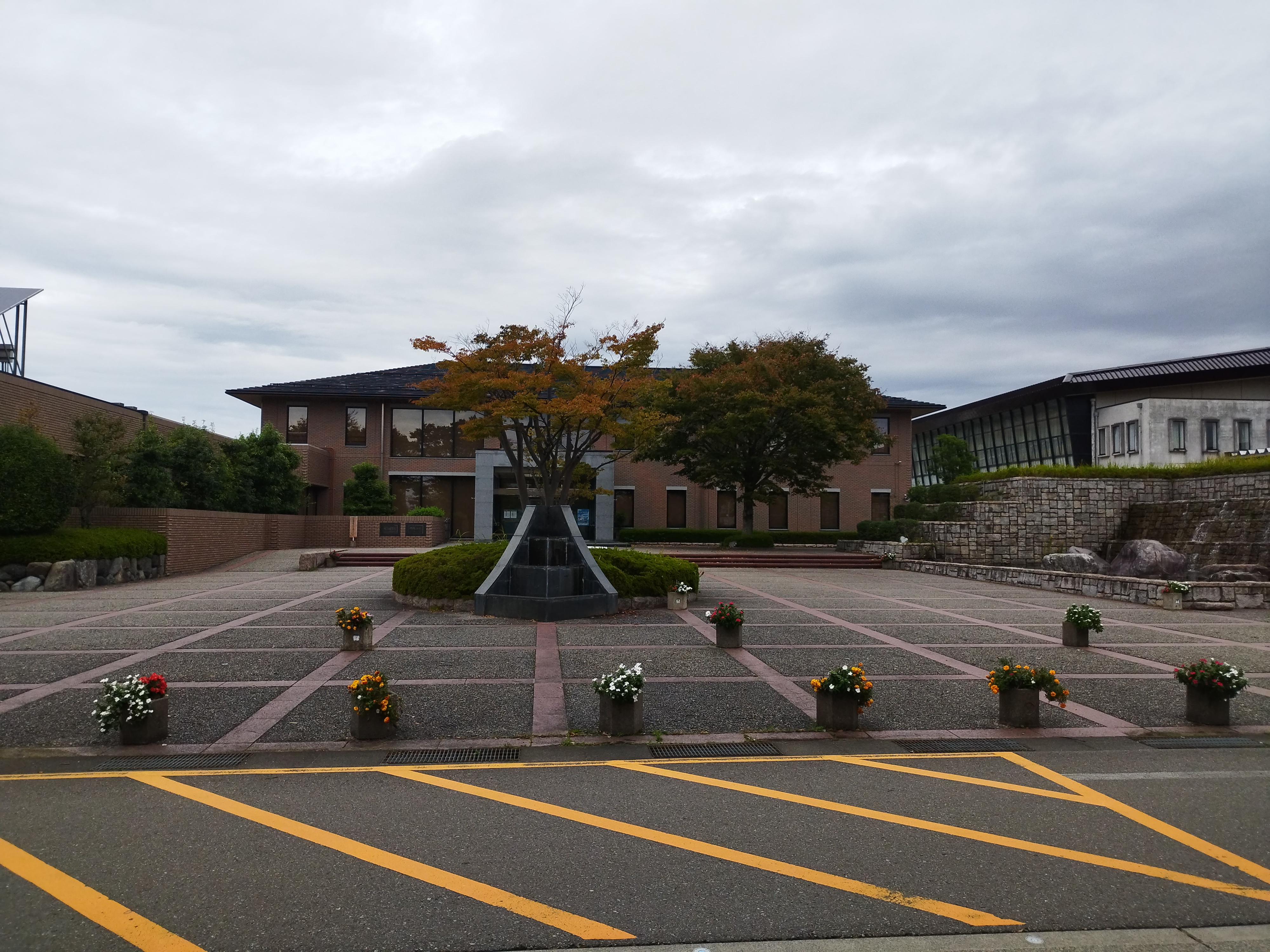
川北町立図書館

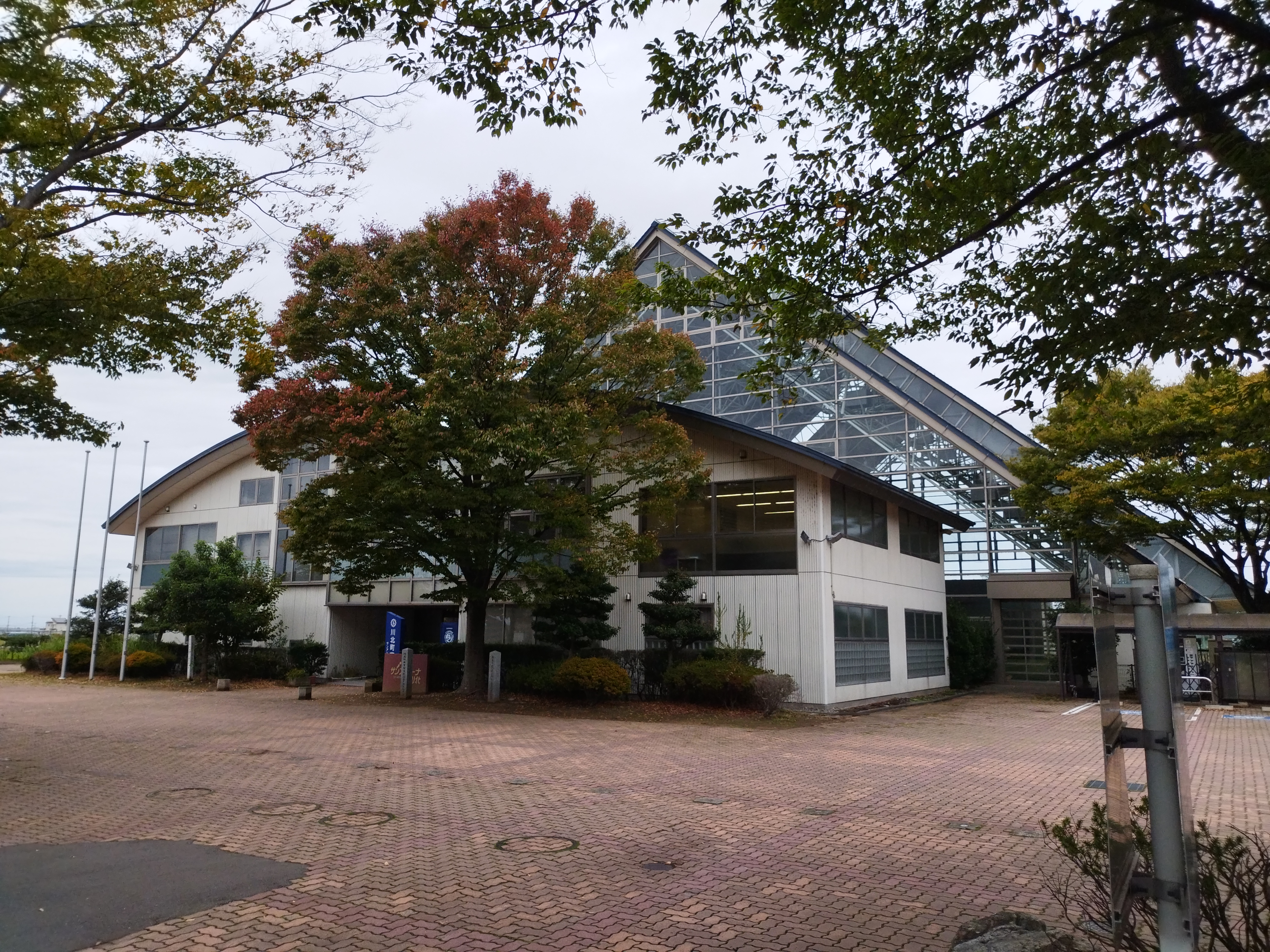
川北サンアリーナ

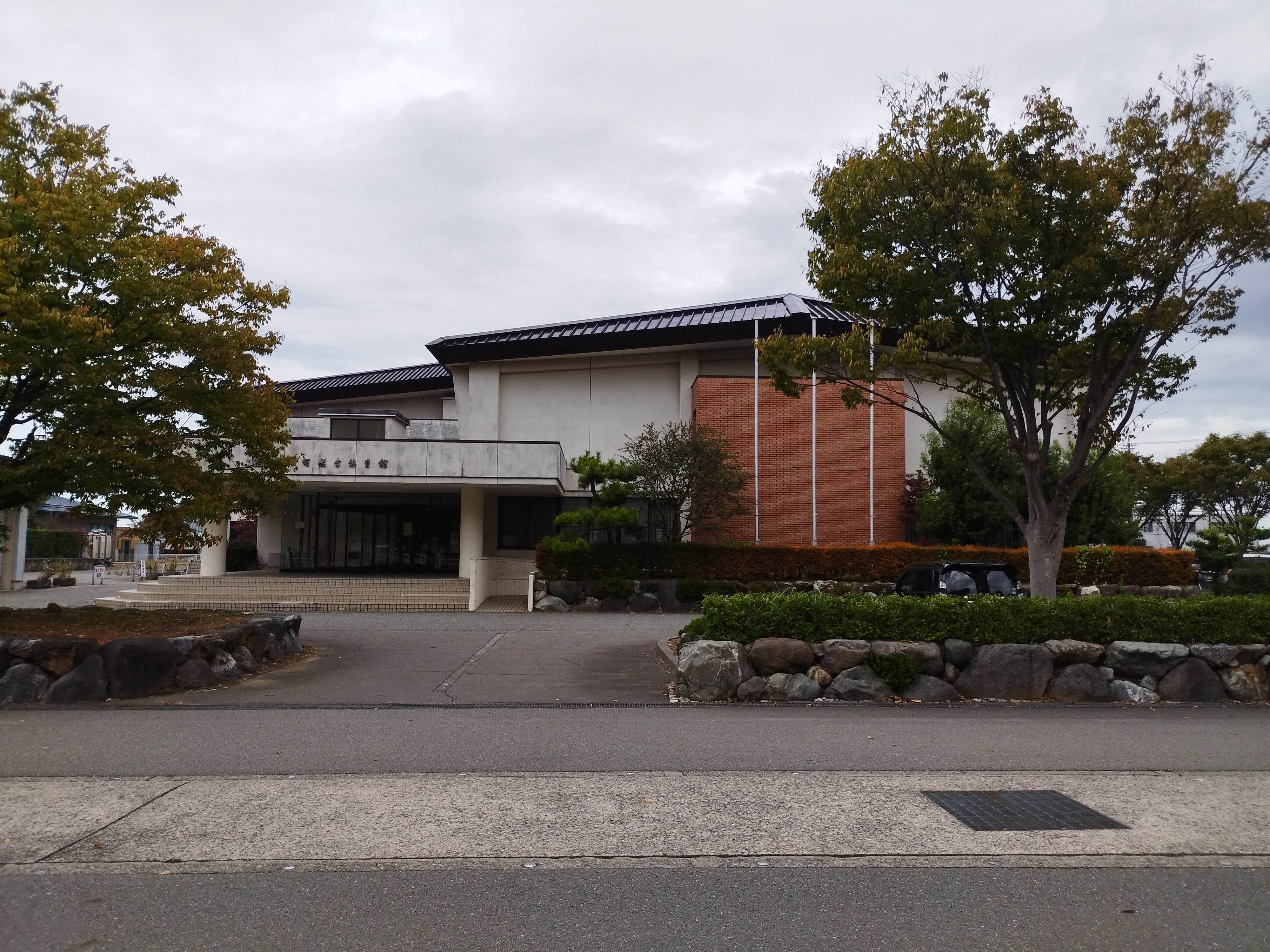
川北町総合体育館

  - 多目的屋内運動場であり、テニスコートが3面が使用できる広さを持つ。
- 川北町コミュニティ&スポーツ公園
  - ナイター野球場1面、ソフトボール場2面、テニスコート2面がある。バーベキュー等が行える施設もある。また、川北まつりでは開催場所にもなる。

## 経済

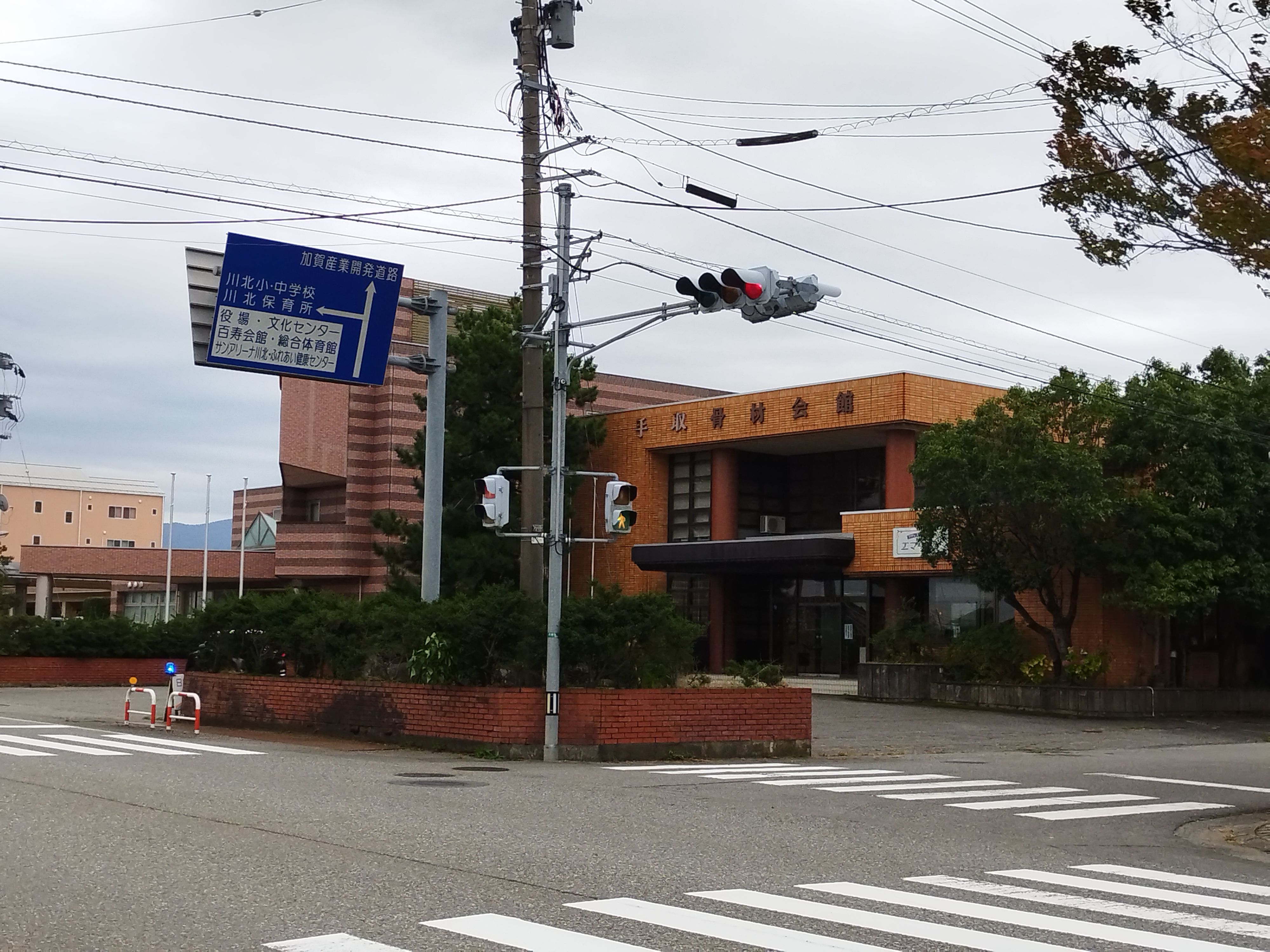
手取骨材会館

### 産業
手取川の豊富な伏流水を利用する電子部品工場が立地している。町の財政もこれらの企業からの税収により成り立っている。
その他、古くから旧国道8号線沿いの手取川付近に砕石業者が林立し、同業者組合の運営する骨材会館が町役場近くにある。

#### 主な事業所
- ジャパンディスプレイ（旧 東芝モバイルディスプレイ）石川工場 - 液晶ディスプレイ（TV・PC用など）の製造
- ハチバンフーズパーク - 株式会社ハチバンの製めん・食材加工

### 商業
町内にあるプラント3川北店（字朝日）とヤマキシ川北店（字三反田）の2店舗で、商業施設の売り場面積の99%以上を占めている。

### 特産
特産品として、いちじく・しいたけ・加賀雁皮紙・地ビールがある。

## 地域

### 公共機関
警察
石川県警察能美警察署（能美市）が管轄する。
- 木呂場駐在所
- 壱ッ屋駐在所

消防
白山野々市広域消防本部（白山市）が管轄する。
- 川北分署

医療機関
川北町内には病院がない。南加賀医療圏における中核医療機関は、国民健康保険小松市民病院（小松市）である。川北町は公立松任石川中央病院（白山市）の運営にも参加している。
郵便局
集配は、辰口郵便局（能美市）が担当する。
- 川北郵便局 （無集配）

### 社会資本
上水道
- 地下水など豊富な水量があり、町営の簡易水道がある。また、町内には小松市上下水道部の川北揚水場が設置されている。

下水道
- 町内には各集落ごとに排水処理施設が整備されている。

ゴミ処理
白山野々市広域事務組合（白山市）が担当する。
電話
NTT西日本 金沢支店（金沢市）が管轄する。
- 076-277となっている。川北町橘新は076-278。

### 教育

#### 中学校
- 川北町立（1校）
  - 川北中学校

#### 小学校
- 川北町立（3校）
  - 中島小学校
  - 川北小学校
  - 橘小学校
    - 児童数が少ないため、高学年はクラブ活動の一環で多数が吹奏楽クラブに所属する。

## 交通

### 鉄道
- 町内の西部を北陸新幹線が通過しているが、駅はない。IRいしかわ鉄道線美川駅が最寄となる（車で約10分）。
- バス利用の場合は川北町役場へは、松任駅からとなる。また、金沢駅からは国道157号を経由する「寺井中央」行が利用可能である。

### 道路
- 一般国道
  - 国道8号金沢西バイパス
- 県道
  - 主要地方道
    - 石川県道22号金沢小松線

  - 一般県道
    - 石川県道103号鶴来水島美川線
    - 石川県道157号松任寺井線（旧国道8号）
    - 石川県道176号草深木呂場美川線

### バス
- 北陸鉄道・北鉄白山バス（北陸鉄道グループ）
  - 松任駅前 - 白山市役所前 - 川北温泉 - 辰口温泉 - 緑が丘・いしかわ動物園
  - 松任駅前 - 白山市役所前 - 三反田 - 中島東 - 山の庄
  - 金沢駅 - 香林坊 - 野町 - 野々市中央 - 松任 - 木呂場 - 寺井中央（木呂場バス停のみ川北町内）
  - 金沢駅 - 香林坊 - 野町 - 金沢工業大学 - 四十万 - 南部車庫 - 草深南 - 川北温泉

## マスメディア
- 金沢ケーブルのサービスエリアとなっている。

## 観光

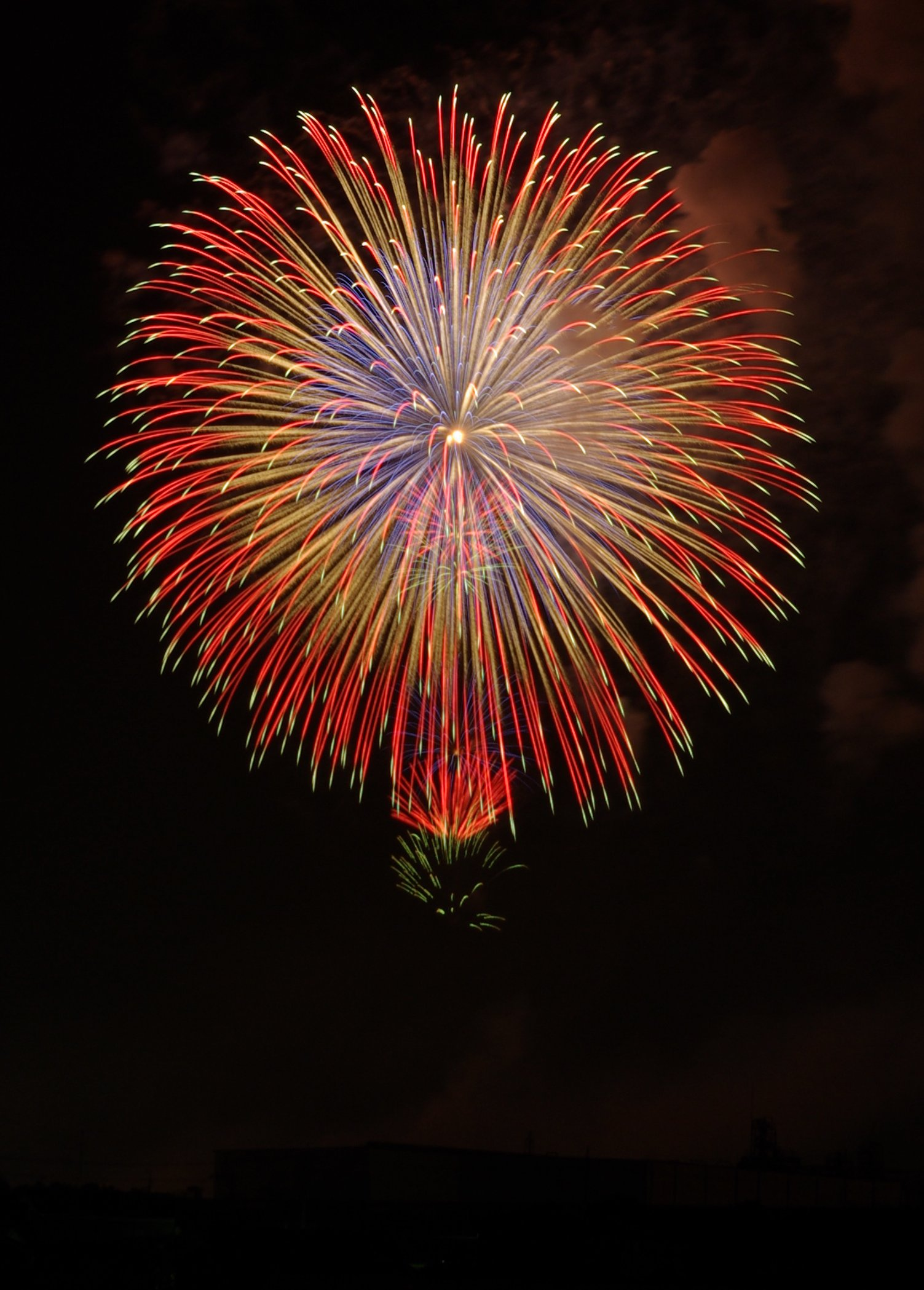
2013年北國大花火川北大会

### 祭り・イベント
- 川北まつり

日本最大級の高さ45メートルのかがり火を使った「手取の火祭り」が開催される。
また、同時に2尺玉が打ち上げられる石川県最大規模となる「北國大花火川北大会」が開催される。
手取川の河川敷に設けられた特設ステージでは、豊作の祈りを込めた「虫送り太鼓」や先人の遺徳と御霊を慰める「送り火」、
地域おこしの一環として生まれた「手取亢龍太鼓」などが次々と披露される。

## 出身有名人
- 江戸満 - 政治家。第9代扶桑町長。
- 角ゆりあ - 元アイドル（NGT48）